# 勁蜂攻擊無人機
勁蜂攻擊無人機，簡稱勁蜂無人機，是中山科學研究院為中華民國海軍研發的無人航空載具，前稱為巡飛彈自殺無人機，被稱為臺灣版的彈簧刀無人機。

## 另見
- 彈簧刀無人機
- 紅雀微型無人機
- 銳鳶無人機
- 騰雲無人機
- 劍翔無人機